# Jack Hofsiss
Jack Bernard Hofsiss (Brooklyn, 28 settembre 1950 – Manhattan, 13 settembre 2016) è stato un regista teatrale statunitense.

## Biografia
John Hofsiss nacque a New York in una famiglia cattolica e si laureò alla Georgetown University nel 1971. Dopo alcune esperienze teatrali e televisivi, nel 1979 ottenne il successo sulle scene quando diresse il dramma The Elephant Man a Broadway; per la sua regia vinse il Drama Desk Award, l'Outer Critics Circle Award, l'Obie Award e il New York Drama Critics' Circle alla miglior regia e divenne anche il più giovane vincitore del Tony Award alla miglior regia di un'opera teatrale.
Nel 1985 ebbe un incidente tuffandosi in piscina, che lo lascià paralizzato dal petto in giù. Nonostante la lunga degenza in ospedale e la disabilità, Hofsiss continuò a dirigere per il teatro e la televisione e durante gli ultimi anni della sua vita insegnò regia all'HB Studio di New York.

## Filmografia parziale
- La gatta sul tetto che scotta (Cat on a Hot Tin Roof) – film TV (1984)